# Уротензин-II
UTS2 (англ. Urotensin 2) – білок, який кодується однойменним геном, розташованим у людей на короткому плечі 1-ї хромосоми.  Довжина поліпептидного ланцюга білка становить 124 амінокислот, а молекулярна маса — 14 296.
| 10         |  | 20         |  | 30         |  | 40         |  | 50         |
| ---------- |  | ---------- |  | ---------- |  | ---------- |  | ---------- |
| MYKLASCCLL |  | FIGFLNPLLS |  | LPLLDSREIS |  | FQLSAPHEDA |  | RLTPEELERA |
| SLLQILPEML |  | GAERGDILRK |  | ADSSTNIFNP |  | RGNLRKFQDF |  | SGQDPNILLS |
| HLLARIWKPY |  | KKRETPDCFW |  | KYCV       |  |            |  |            |

A: Аланін

C: Цистеїн

D: Аспарагінова кислота

E: Глутамінова кислота

F: Фенілаланін

G: Гліцин

H: Гістидин

I: Ізолейцин

K: Лізин

L: Лейцин

M: Метіонін

N: Аспарагін

P: Пролін

Q: Глутамін

R: Аргінін

S: Серин

T: Треонін

V: Валін

W: Триптофан

Кодований геном білок за функцією належить до гормонів. 
Задіяний у такому біологічному процесі як поліморфізм. 
Секретований назовні.